# Nicholaus Arson
Nicholaus Arson, pseudonimo di Niklas Almqvist (Fagersta, 26 gennaio 1977), è un chitarrista svedese.
È il chitarrista e seconda voce, nonché fondatore, dei The Hives. Nicholaus è il fratello maggiore di Howlin' Pelle Almqvist.

## Carriera
Arson e suo fratello formarono la band nel 1993. Spesso i due citano un certo Randy Fitzsimmons, tale persona (probabilmente persona non reale) avrebbe inviato una lettera a tutti e cinque i componenti del gruppo chiedendo loro di formare una band. Fitzsimmons è anche accreditato come songwriter della band ma molto probabilmente "Randy Fitzsimmons" non è altro che uno pseudonimo di Nicholas Arson, anche se lui stesso lo nega.

## Apparecchiature musicali
Niklas utilizza principalmente chitarre Fender Telecaster, ma utilizza anche Gibson Firebird I, Sundberg "Arsonette" Guitar, Danelectro U-2, quest'ultima utilizzata solo  nel video musicale di Hate to Say I Told You So.

## Discografia
- 1997 – Barely Legal
- 2000 – Veni Vidi Vicious
- 2004 – Tyrannosaurus Hives
- 2007 – The Black and White Album
- 2012 – Lex Hives
- 2023 – The Death of Randy Fitzsimmons